# Diódoto de Atenas
Diódoto, hijo de Éucrates, fue un político ateniense que vivió en las últimas décadas del siglo V a. C., durante la guerra del Peloponeso. Representaba la facción moderada, continuadora de la política de Pericles.
En 427 a. C., se opuso en la asamblea ateniense a la propuesta de Cleón —líder de la facción demócrata radical— de condenar a muerte a los habitantes de Mitilene y consiguió con su discurso derrotarle en el debate sobre la suerte de estos. En una sesión anterior de la asamblea, Cleón había hecho triunfar la moción de dar muerte a todos los mitileneos varones y esclavizar a mujeres y niños.
Existen muchos estudios sobre este debate, que Tucídides relata prolijamente. A excepción del historiador, Diódoto no es mencionado en ninguna otra fuente que conservemos. 
Según Hornblower, la antilogía plantea la problemática de cómo debe ser la relación entre Atenas y sus líderes y la de ésta con las otras póleis o ciudades-Estado.
Al final, triunfó la postura de Cleón de castigar con la muerte a los mitileneos que el estratego Paques había remitido a Atenas. (poco más de mil, probablemente cerca de un 10 % de la población masculina adulta de las ciudades rebeldes de Lesbos). La ejecución fue sin juicio previo.